# Ямафуку-Мару
Ямафуку-Мару (Yamafuku Maru) — судно, яке під час Другої світової війни взяло участь в операціях японських збройних сил на Філіппінах, у Індонезії, у Мідвейській операції, у архіпелазі Бісмарка та на Каролінських островах.

## Загальні відомості
Ямафуку-Мару спорудили в 1940 році на верфі Osaka Iron Works на замовлення компанії Yamashita Kisen, яка поставила його на свою лінію до Бангкока.
15 травня 1941-го судно реквізували для потреб Імперського флоту Японії.

## Операція на Філіппінах
Станом на початок грудня 1941-го Ямайуку-Мару перебувало на Палау (західна частина Каролінського архіпелагу). 8 грудня воно вийшло звідси у складі групи транспортів, які мали доправити десант до затоки Легаспі на південно-східному узбережжі філіппінського острова Лусон (японське командування запланувало ряд допоміжних десантів на Філіппіни перед доставкою головних сил у затоку Лінгайєн). Висадка в Легаспі успішно відбулась 12 грудня, а 22 грудня Ямацукі-Мару повернулось на Палау, після чого рушило до Японії.

## Операція у Нідерландській Ост-Індії
5 січня 1942-го судно полишило Йокосуку та попрямувало до Давао, розташованого на південному узбережжі філіппінського острова Мінданао (японський десант висадився тут ще 20 грудня). 27 січня Ямафуку-Мару вийшло звідси у складі сил вторгнення на острів Амбон (Молуккські острови). 31 січня відбулась висадка, а 3 лютого 1942-го Амбон перейшов під повний контроль японців.
Протягом квітня — травня 1942-го Ямафуко-Мару відвідало Такао (наразі Гаосюн на Тайвані), Кірун (ще один тайванський порт — Цзілун), Сасебо, Явату, Осаку та Дайрен (наразі Далянь у Маньчжурії).

## Мідвейська операція
19—25 травня 1942-го Ямафуко-Мару пройшло з Куре на Сайпан (Маріанські острови), а 31 травня було вже на острові Вейк. 2 червня судно вийшло звідси в напрямку атола Мідвей разом зі ще двома транспортами під охороною двох мисливців за підводними човнами та двох переобладнаних тральщиків. Втім, розгром ударного авіаносного з'єднання в битві 4 червня при Мідвеї призвів до скасування операції і конвой повернув назад на Вейк. А вже 9 червня 1942-го Ямафуко-Мару вирушило з Вейку на атол Трук у центральній частині Каролінських островів (тут ще до війни створили потужну базу японського ВМФ, з якої до лютого 1944-го провадились операції в цілому ряді архіпелагів).

## Рейси в Океанії
Відомо, що 10 липня 1942-го Ямафуко-Мару прибуло до Кавієнгу (друга за значенням японська база у архіпелазі Бісмарка, розташована на північному завершенні острова Нова Ірландія), а 22 липня знову було на Труці. Того ж дня воно вийшло звідси, маючи завдання провести на буксирі до Йокосуки транспорт «Гойо-Мару», який ще 16 травня був пошкоджений підводним човном. Втім, через погані погодні умови судна були змушені повернутись на Трук.
25 липня — 5 серпня 1942-го Ямафуку-Мару під охороною переобладнаного канонерського човна «Чоун-Мару» здійснило рейс на Сайпан та назад, а 10 серпня знову вийшло з Труку із «Гойо-Мару» на буксирі. На цей раз спершу охорону забезпечував есмінець «Асанагі», проте вже дуже швидко ці обов'язки перебрав на себе нещодавно згаданий «Чоун-Мару». 23 серпня загін успішно прибув до Йокосуки.
З 5 вересня по 16 жовтня 1942-го Ямафуку-Мару пройшло ремонт у Куре. Після цього з 23 жовтня по 18 листопада судно пройшло в район Формози, де відвідало Такао, Кірун та Мако (важлива база ВМФ на Пескадорських островах у південній частині Тайванської протоки), а потім повернулось назад до Японії. Упродовж наступних кількох тижнів Ямафуку-Мару побувало у Вакамацу, Куре, Кобе, Йокосуці, Йокогамі.

## Похід до Меланезії
10—15 грудня 1942-го Ямафуку-Мару, яке прийняло на борт сім сотень осіб зі 101-го будівельного загону та велику кількість обладнання, пройшло з Йокосуки на Трук у конвої № 1 Го. 20—24 грудня судно здійснило перехід далі на південь до Рабаула — головної передової бази в архіпелазі Бісмарка, з якої здійснювались операції на Соломонових островах та сході Нової Гвінеї.
12—14 січня 1943-го під охороною мисливця за підводними човнами CH-29 Ямафуку-Мару перейшло на якірну стоянку Шортленд (прикрита групою невеликих островів Шортленд акваторія біля південного завершення острова Бугенвіль, де зазвичай відстоювались бойові кораблі та перевалювались вантажі для подальшого виряджання на схід Соломонових островів). 18 січня воно отримало тут певні пошкодження під час авіанальоту, а 25—26 січня повернулось у Рабаул у супроводі мисливця CH-28.
22 лютого — 1 березня 1943-го Ямафуку-Мару пройшло на Палау, причому лише на початковій ділянці маршруту його охороняли мисливці CH-16 та CH-17. 11—17 березня судно у складі конвою здійснило перехід до Такао, а 22—31 березня виконало рейс через Кірун до Японії.
З 11 по 29 квітня 1943-го Ямафуку-Мару пройшло ремонт на верфі Kawasaki у Кобе.

## Другий похід до Меланезії
На початку травня 1943-го судно прийняло у Куре понад сім сотень осіб із 17-го загону ППО та 32-го будівельного загону, а також значну кількість озброєння, амуніції, будівельних матеріалів та 2 десантні баржі Дайхацу. Після цього воно пройшло до Саєкі (порт на північному сході Кюсю), звідки 11—19 травня здійснило перехід на Палау в конвої K-511. 25 травня — 1 червня Ямафуку-Мару пройшло в конвої до Рабаула.
5—6 червня 1943-го судно знову перейшло на захід Соломонових островів, тільки тепер до Буки (порт на однойменному острові біля північного завершення значно більшого острова Бугенвіль). 11—12 червня Ямафуку-Мару повернулось звідти в Рабаул.
16—23 червня 1943-го судно перейшло разом з конвоєм на Палау, а 14—23 липня повернулось до Японії в конвої FU-406.

## Третій похід до архіпелагу Бісмарка
21—30 серпня 1943-го Ямафуку-Мару пройшло з Йокосуки на Трук у конвої № 3821, а 5—10 вересня пройшло до Рабаула в конвої № 1055. Тут судно перебувало кілька тижнів, після чого 1—3 жовтня перейшло в Кавієнг. 6 жовтня 1943-го Ямафуку-Мару вийшло з Кавієнгу та приєдналось до конвою № 2052, а 9 жовтня прибуло на Трук. 14—24 жовтня судно повернулось до Йокосуки в конвої № 4014.
7—14 листопада 1943-го Ямафуку-Мару здійснило рейс з Токійської затоки до порту Муроран (південне узбережжя Хоккайдо) та назад.

## Останній похід
23 листопада 1943-го Ямафуку-Мару вийшов у складі конвою № 3123 з Йокосуки на Трук. Під час переходу конвой атакували кілька американських субмарин. Незадовго до завершення 28 листопада в районі за сім сотень кілометрів на північний захід від Маріанських островів підводний човен USS Snook випустив 4 торпеди по Ямафуку-Мару, дві з яких влучили в ціль та потопили її, загинуло 60 членів екіпажу.